# Andrew Talansky
Andrew Talansky (Miami, 23 november 1988) is een Amerikaans triatleet en voormalig wielrenner.

## Loopbaan
Talansky werd in 2010 Amerikaans kampioen tijdrijden bij de beloften en mocht daarop stage lopen bij de Amerikaanse professionele ploeg Garmin-Transitions. In de Ronde van de Toekomst van dat jaar werd hij tweede. In 2011 mocht hij vanwege de goede resultaten een contract tekenen bij de ploeg. Een jaar later boekte hij zijn eerste overwinningen in een professionele koers door de vierde etappe en het eindklassement van de Ronde van de Ain op zijn naam te schrijven. In de daarop volgende seizoenen heeft hij het jongerenklassement in diverse kleine etappekoersen gewonnen. 
2013 werd het jaar van zijn doorbraak. In Parijs-Nice won hij een etappe en werd hij tweede in het eindklassement. Vervolgens debuteerde hij in de Ronde van Frankrijk met een tiende plek in het eindklassement. 
Een jaar later behaalde hij zijn grootste overwinning. Hij won het Critérium du Dauphiné door slim gebruik te maken van de rivaliteit tussen Alberto Contador en Chris Froome. In de Tour startte Talansky dat jaar als kopman voor Garmin Sharp. Talansky kreeg in de slotfase van de zevende etappe te maken met een valpartij. Hier hield hij veel problemen aan zijn rug aan over. Voor de start van de twaalfde etappe gaf Talansky op. 
In 2015 schreef Talansky het Amerikaanse kampioenschap tijdrijden op zijn naam.
In het najaar van 2017 kondigde hij onverwacht zijn afscheid aan van de wielersport. Hij verklaarde zich voortaan te willen concentreren op triatlon.

## Palmares

### Overwinningen
2010
1e etappe Joe Martin Stage Race
2e etappe Ronde van Tarragona
2e etappe Tour des Pays de Savoie
 Amerikaans kampioen tijdrijden, Beloften
2011
Jongerenklassement Ronde van Romandië
2012
Jongerenklassement Ronde van Romandië
4e etappe Ronde van de Ain
Eind- en puntenklassement Ronde van de Ain
2013
3e etappe Parijs-Nice
Jongerenklassement Parijs-Nice
2014
Eindklassement Critérium du Dauphiné
2015
 Amerikaans kampioen tijdrijden, Elite
2016
6e etappe Ronde van Utah
2017
5e etappe Ronde van Californië

### Resultaten in voornaamste wedstrijden
| Jaar | Ronde van Italië | Ronde van Frankrijk | Ronde van Spanje |
| ---- | ---------------- | ------------------- | ---------------- |
| 2011 |                  |                     | 79e              |
| 2012 |                  |                     | 7e               |
| 2013 |                  | 10e                 |                  |
| 2014 |                  | opgave              | 51e              |
| 2015 |                  | 11e                 | opgave           |
| 2016 |                  |                     | 5e               |
| 2017 |                  | 49e                 |                  |

| Jaar | Ronde van Lombardije |  | WK op de weg |  | Wereldranglijsten |
| ---- | -------------------- |  | ------------ |  | ----------------- |
| 2011 |                      |  | opgave       |  | 143e (UWT)        |
| 2012 | opgave               |  | 43e          |  | 35e (UWT)         |
| 2013 |                      |  | opgave       |  | 31e (UWT)         |
| 2014 |                      |  | opgave       |  | 38e (UWT)         |
| 2015 |                      |  |              |  | 70e (UWT)         |
| 2016 |                      |  |              |  | 33e (UWT)         |
| 2017 |                      |  |              |  |                   |

### Resultaten in kleinere rondes
| Jaar | Parijs-Nice | Tirreno-Adriatico | Ronde van Catalonië | Ronde van het Baskenland | Ronde van Romandië | Critérium du Dauphiné | Ronde van Zwitserland | Ronde van Polen | Ronde van Peking |
| ---- | ----------- | ----------------- | ------------------- | ------------------------ | ------------------ | --------------------- | --------------------- | --------------- | ---------------- |
| 2011 | 61e         |                   |                     | 98e                      | 9e                 |                       | opgave                | 95e             | opgave           |
| 2012 |             | 120e              |                     |                          | ↑                  |                       |                       | 64e             |                  |
| 2013 | ↑ (1)       |                   |                     | 29e                      | 16e                | 28e                   |                       |                 |                  |
| 2014 |             | 17e               | 7e                  |                          | 11e                | ↑                     |                       |                 |                  |
| 2015 | 50e         |                   | 31e                 | 49e                      |                    | 10e                   |                       |                 |                  |
| 2016 | opgave      |                   |                     |                          | 105e               |                       | 5e                    |                 |                  |
| 2017 |             |                   | buiten tijd         | opgave                   |                    |                       |                       |                 |                  |

(*) tussen haakjes aantal individuele etappe-overwinningen

## Ploegen
- 2008 –  Toshiba-Santo Pro Cycling presented by Herbalife
- 2009 –  Amore & Vita-McDonald's
- 2010 –  Garmin-Transitions (stagiair vanaf 1-8)
- 2011 –  Team Garmin-Cervélo
- 2012 –  Team Garmin-Sharp
- 2013 –  Garmin Sharp
- 2014 –  Garmin Sharp
- 2015 –  Team Cannondale-Garmin
- 2016 –  Cannondale-Drapac Pro Cycling Team [a]
- 2017 –  Cannondale-Drapac Professional Cycling Team

1. ↑  Tot 30 juni heette de ploeg Cannondale Pro Cycling Team, maar na het aantrekken van Drapac als cosponsor werd de naam per direct veranderd.